# Hyperolius riggenbachi
A Hyperolius riggenbachi  a kétéltűek (Amphibia) osztályába, a békák (Anura) rendjébe és a mászóbékafélék (Hyperoliidae) családjába tartozó faj.

## Előfordulása
Kamerun és Nigéria területén honos.

## Külső hivatkozás
- Képek az interneten a fajról